# Massimiliano Palmese
Massimiliano Palmese (Napoli, 4 settembre 1966) è uno scrittore, poeta e drammaturgo italiano.

## Biografia
Prima di esordire nella narrativa si è cimentato a lungo nella poesia e nella drammaturgia. La prima plaquette di poesia, Lettere di Ganimede, è stata pubblicata da Gazebo nel 1994. Sono seguiti: Plaka, con cui ha vinto la sezione inediti del Premio Eugenio Montale; La parola tonica, Premio Sandro Penna per l'inedito; Questa disperazione felice. L'ultima breve silloge, Don Giovanni, è contenuta nel numero luglio-settembre 2007 della rivista Ore Piccole.
Per il teatro ha scritto Come treni in paesaggi nuovi, Fast Love, Il figliastro, e gli adattamentiPierre e Jean, da Guy de Maupassant, L'arte di essere povero, dalle memorie di Boniface de Castellane, ed Edoardo II dalla tragedia di Christopher Marlowe.
Di William Shakespeare ha tradotto, in versi, Sogno di una notte di mezza estate, interpretato tra gli altri da Claudio Santamaria, Vinicio Marchioni e Giorgio Colangeli, quindi Romeo e Giulietta; entrambi gli spettacoli csono stati coprodottida Società per Attori con il Teatro Stabile del Veneto.
Nel 2006 col suo romanzo d'esordio, L'amante proibita (Newton Compton Editori), è stato finalista al 60º Premio Strega, terzo dopo Sandro Veronesi e Rossana Rossanda. Il romanzo ha poi vinto il Premio Santa Marinella, ed è uscito anche in Spagna (Lengua de Trapo) e Germania (Rowohlt). Il 12 febbraio 2009 è uscito il suo secondo romanzo, Pop Life, sempre per Newton Compton. Ha inoltre curato Napoli per le strade (Azimut), un volume che raccoglie racconti di 21 nuovi scrittori da Napoli e dintorni. Il libro ha vinto il Premio Girulà 2009 - Scrittori a Napoli. È ideatore e curatore della rassegna di letteratura a teatro "L'arte del racconto".
Dal 2006 al 2009 ha scritto sulle pagine culturali del quotidiano la Repubblica.
Nel 2017 è uscito per Caracò editore il suo testo teatrale Il caso Braibanti, sulla vita di Aldo Braibanti.
Sempre nel 2017 sono cominciate le riprese dell'omonimo documentario, girato con Carmen Giardina, e terminato nel 2018. Il film ha debuttato il 24 giugno 2020 alla Mostra Internazionale del Nuovo Cinema di Pesaro, diretta da Pedro Armocida, osannato dalla critica, e ha vinto "per acclamazione" il Premio del Pubblico "Cinema in piazza". A settembre 2020 il doc ha anche vinto il Premio Signum della Giuria Studenti al Salina Doc Fest, e molti altri premi. Il caso Braibanti è poi entrato nella shortlist dei dieci documentari finalisti ai Premi David di Donatello 2021, e infine si è aggiudicato il Nastro d'Argento 2021 come Miglior Docufiction. Il doc è stato poi acquisito da Sky Arte, ed è in programmazione su Sky Documentaries e Now Tv fino al 2024.
A gennaio 2019 è uscita per Bompiani la sua traduzione integrale dei 154 Sonetti di William Shakespeare.
Nel 2020 ha debuttato al Pesaro Film Festival la docufiction Il caso Braibanti, da lui scritta e diretta.
Ad aprile 2021 è uscito il suo terzo romanzo, Il peccato originale Archiviato il 9 luglio 2021 in Internet Archive., edito da Rizzoli.
Da maggio 2021 scrive sulle pagine culturali del quotidiano Il Mattino.
A giugno 2023 ha debuttato Bellezza, addio, documentario, da lui scritto e diretto, sulla vita e la poesia di Dario Bellezza.
Il 2 ottobre 2024 è stata pubblicata la sua traduzione di Romeo e Giulietta (Marcos y Marcos).
Lavora a una docufiction sul poeta Sandro Penna.

## Opere

### Cinema
- Bellezza, addio (2023)
- Il caso Braibanti (2021)

### Narrativa

#### Romanzi
- Il peccato originale Archiviato il 9 luglio 2021 in Internet Archive. (Rizzoli, 2021)
- Pop life (Newton Compton Editori, 2009)
- L'amante proibita (Newton Compton Editori, 2006)

#### Racconti
- Generazione né né in AAVV, Presente indicativo, (Ad est dell'equatore, 2010)
- Nino del Vomero in AAVV, Napoli per le strade, (Azimut, 2009)

#### Curatele
- Napoli per le strade (Azimut, 2009)

### Poesia
- Don Giovanni, in Ore Piccole, anno II numero 6 (2007)
- Questa disperazione felice, in AAVV, Poesia contemporanea - Settimo quaderno italiano, (Marcos y Marcos, 2001)
- La parola tonica (Stamperia dell'Arancio, 1996)
- Plaka, in AAVV, 7 poeti del Premio Montale (Schewiller, 1996)
- Lettere di Ganimede (Gazebo, 1994)

### Teatro

#### Testi originali
- Il caso Braibanti (Caracò, 2017)
- La Pocalisse (in Quattro mamme scelte a caso, Caracò)
- Generazione né né (in Presente indicativo, Caracò)
- Eros & Dolores
- Vittoria
- Il figliastro
- Fast Love
- Come treni in paesaggi nuovi (1996)

#### Adattamenti
- Pierre e Jean, da Guy de Maupassant
- L'arte di essere povero, dalle memorie di Boniface de Castellane
- Eduà II, da Edoardo II di Christopher Marlowe

#### Traduzioni
- Romeo e Giulietta, di William Shakespeare (Marcos y Marcos, 2024)
- Sonetti, di William Shakespeare (Bompiani, 2019)
- Romeo e Giulietta, di William Shakespeare
- Moongoose, di Peter Harness
- Bear Huge, di Robin French
- Sogno di una notte di mezza estate, di William Shakespeare

## Premi
- Nastro d'Argento 2021 - Miglior Docufiction (Il caso Braibanti)
- Finalista Premio David di Donatello 2021 - Sezione Documentari (Il caso Braibanti)
- Pesaro, Mostra Internazionale del Nuovo Cinema - Premio del Pubblico (Il caso Braibanti)
- Salina Doc Fest - Premio Signum Giuria Studenti (Il caso Braibanti)
- Florence Queer Festival - Premio speciale (Il caso Braibanti)
- Cagliari, V-Art Festival - Premio Biennale Labor (Il caso Braibanti)
- Salerno, Festival del Cinema - Miglior Documentario (Il caso Braibanti)
- Bari, BiG Film Festival - Menzione Speciale (Il caso Braibanti)
- Spoleto, Pianeta Donna - Miglior Montaggio (Il caso Braibanti)
- Torino, Premio Gobetti "Filmare la storia" (Il caso Braibanti)
- Premio Girulà - Scrittori a Napoli 2009 (Napoli per le strade)
- Finalista Premio Strega 2006 (L'amante proibita)
- Premio Santa Marinella 2006 (L'amante proibita)
- Premio Sandro Penna 1996 (La parola tonica)
- Premio Internazionale Eugenio Montale 1996, sezione inediti (Plaka)